# 松江フォーゲルパーク
松江フォーゲルパーク（まつえフォーゲルパーク、Matsue Vogel Park）は、島根県松江市大垣町にある全天候型テーマパーク。

## 概要
松江市の誘致企業として、松江市が約58億円、加茂元照が経営する有限会社カモが約15億円を負担して、松江市郊外の丘陵地に2001年（平成13年）7月23日に営業開始した。加茂グループの運営する5つのテーマパークのうちの1つであったが、業績悪化が続き、2015年（平成27年）3月末で撤退する事となり、カモ社は負債約5億5000万円を抱えて破産。その後は同社から松江市が施設を7500万円で買い取り、4月から一畑電気鉄道と一畑電気鉄道の子会社として新設された一畑パークの共同企業体が指定管理業者として運営を行っている。
32ヘクタールの面積を有し、花と鳥を中心としたテーマパークとしては世界有数の規模である。ペンギンの散歩や飛行ショー、鳥とのふれあいなどのイベントが人気である。
園内はバリアフリー設備が完備されており、ほとんどの施設が車椅子対応となっている。

## 園内施設

### 長屋門・フクロウセンター
純和風建築で、フクロウセンターでは20種類以上、約60羽のフクロウが見学できる。過去には売店が併設されていた。
ここまでは入場料なしで見学可能。

### センターハウス
約8,000平方メートルの敷地面積を有する展示温室で、ベゴニア・フクシアなどの花が1万本以上展示されている。展示温室としては世界最大級であり、気温は常時摂氏20度前後に保たれている。
レストラン「フローラ」・花売店が併設されており、花売店では鉢植え状態で花の販売が行われているが、種子や球根の販売は行われていない。
1日2回、フクロウの飛行ショーが行われる。また、センターハウス内で結婚式を行うことも可能である。また、縁結びスポットとして「幸せの椅子」が設置されている。

### 動く歩道
| 動く歩道 |  | 「くにびき展望台」からの景色 |
| 動く歩道 |  | 「くにびき展望台」からの景色 |

センターハウスからくにびき展望台までを結ぶ140メートルの動く歩道。この両脇にもホオジロカンムリヅルなどの鳥類が飼育されている。この施設のみ車椅子の利用は不可能で、車椅子利用者は送迎車両を利用できる。

### くにびき展望台
2階の展望台は標高53メートル。パーク内や宍道湖が一望でき、晴天時には大山（伯耆富士）も見ることが出来る。

### ウォーターフォールエイビアリー
主に水鳥が飼育されている展示温室。鳥類はすべて温室内では放し飼いである。

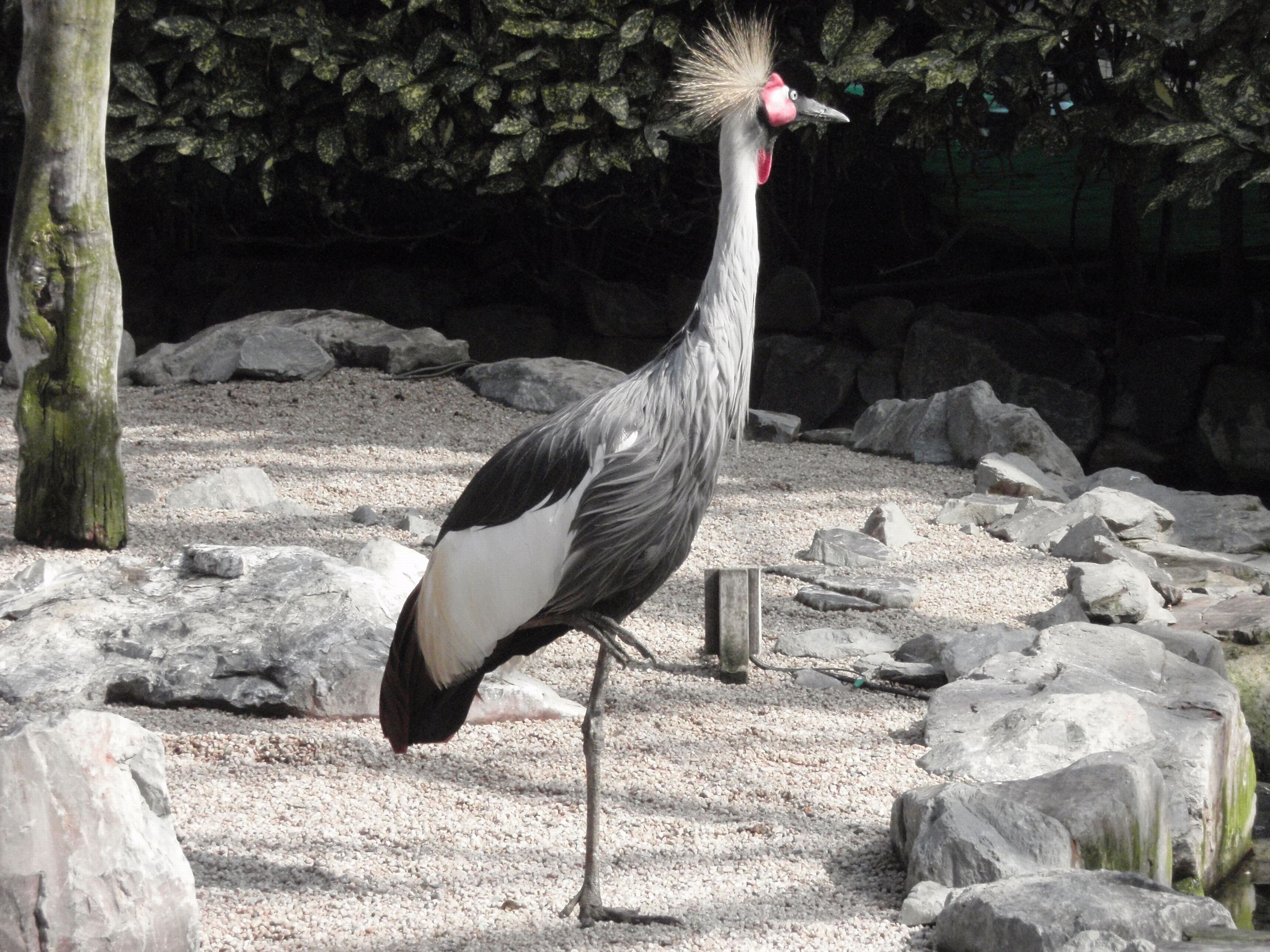
ホオジロカンムリヅル
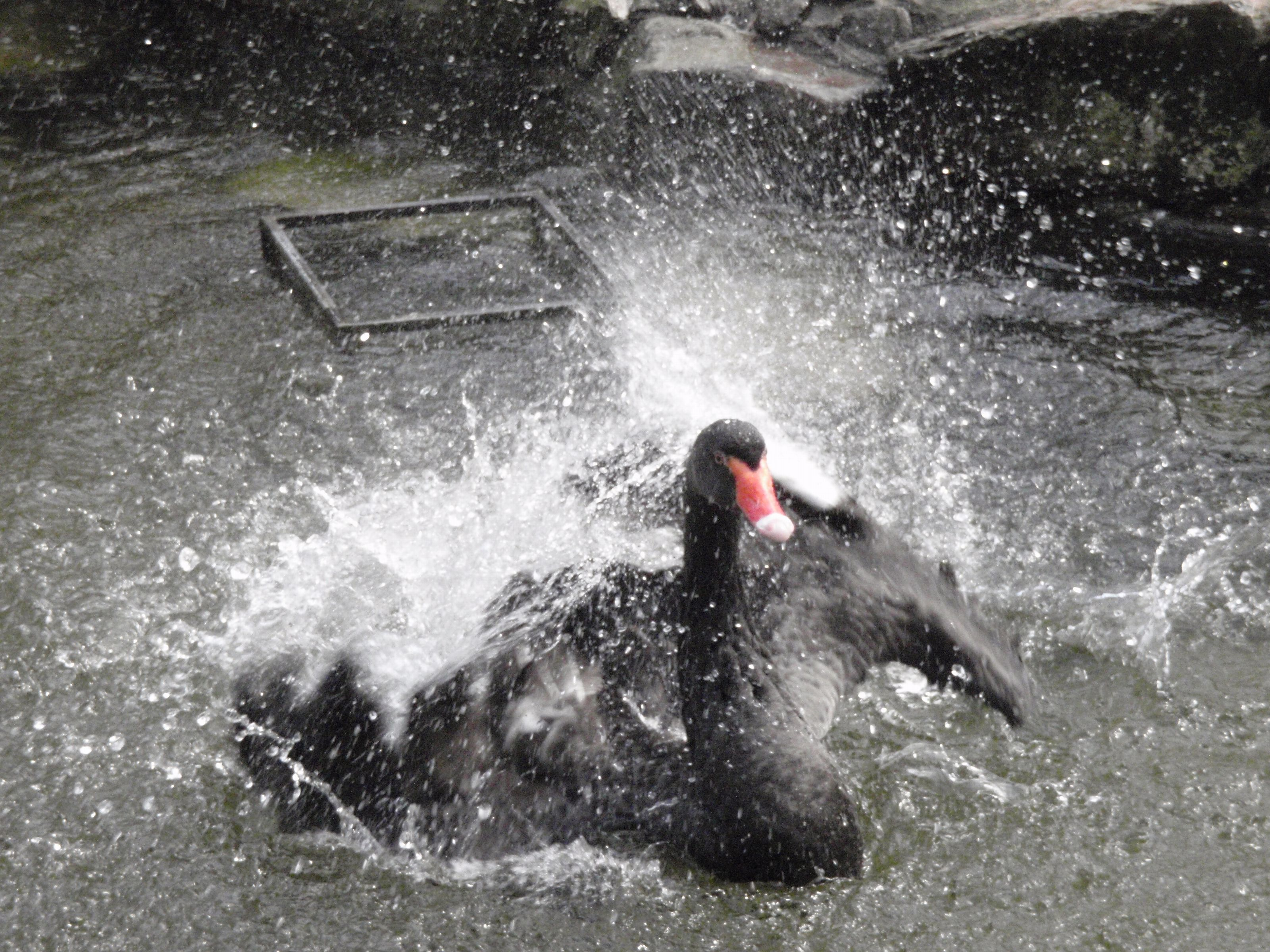
コクチョウ

### オープンスクエア
本施設内では唯一、屋外・露天の芝生広場。1日1回、ファルコンショーが行われる。

### トロピカルエイビアリー
主に熱帯系の鳥類を飼育する温室で、ジャングルのような雰囲気を楽しめる。オオハシ科・サイチョウ科・エボシドリ科については世界有数の展示内容。
1日2回、ケープペンギンの散歩が行われる。散歩するペンギンには時期に応じてさまざまなコスチュームが用意されており、春の入学シーズンにはランドセルを背負い、クリスマスにはサンタクロース姿で、2010 FIFAワールドカップの開催中には日本代表のユニフォーム姿で登場した。2010年（平成22年）春の交通安全運動期間中には松江警察署とのタイアップにより警察の制服が、2010年（平成22年）10月の日本プロバスケットボールリーグのリーグ戦開幕時には、地元のプロバスケットボールチームである島根スサノオマジックのユニフォームが用意された。

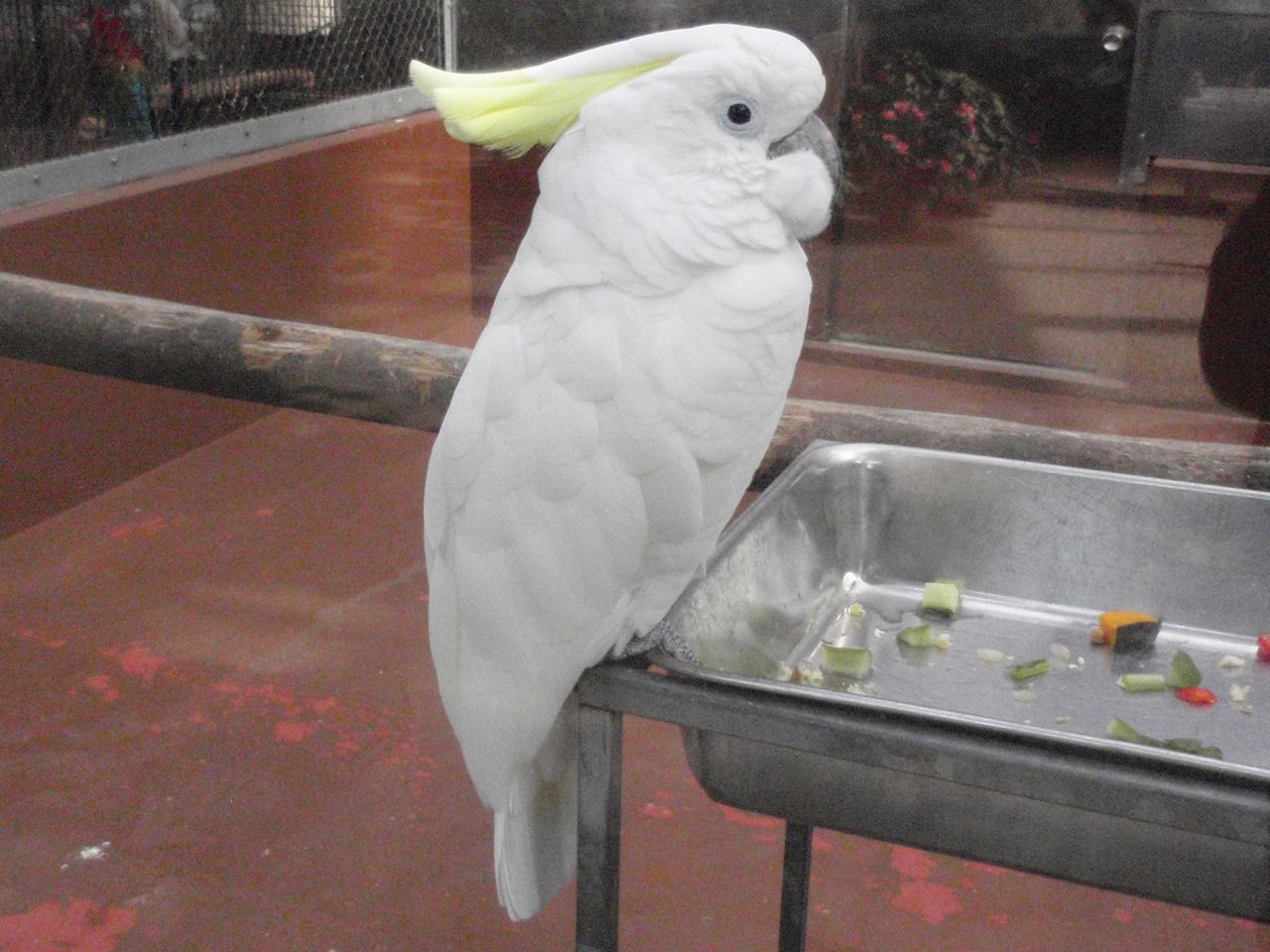
キバタン
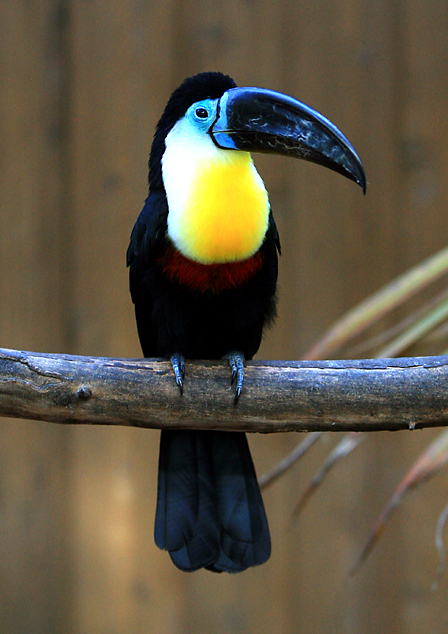
ヒムネオオハシ
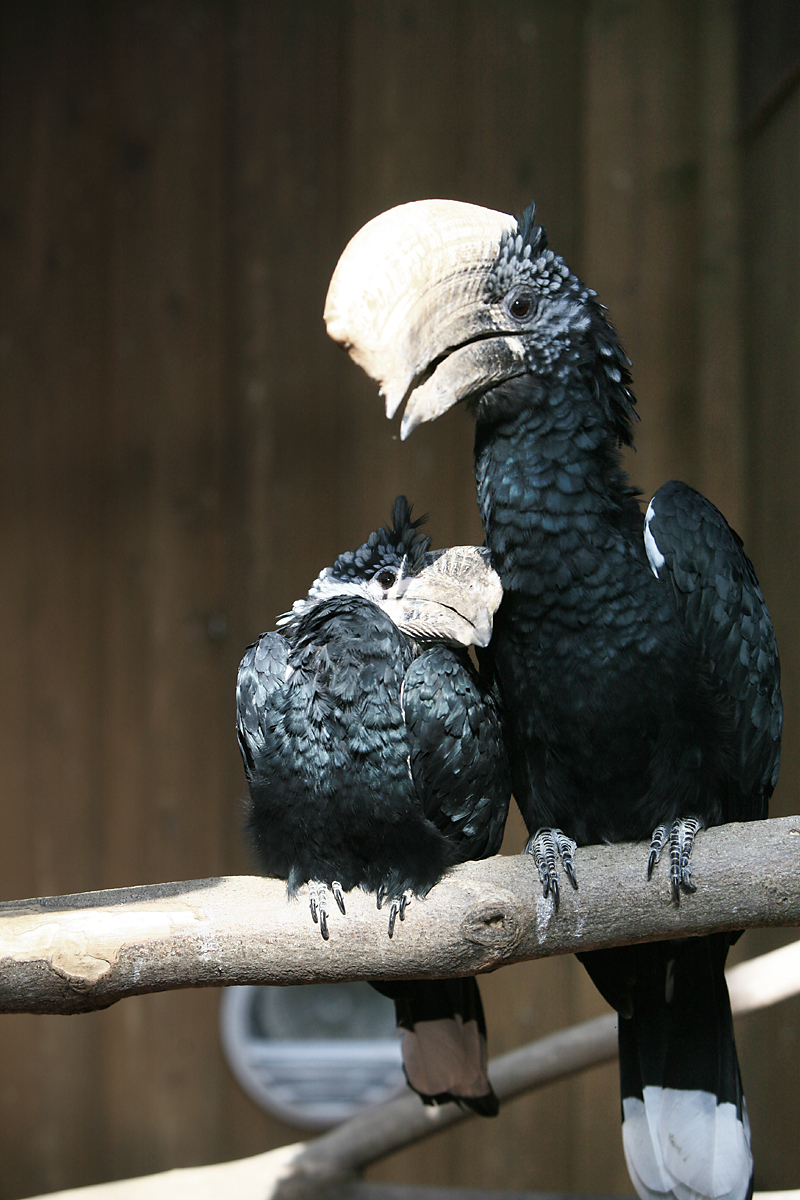
ギンガオサイチョウ

### パラダイスホール
8種類の鳥が飼育されており、オオハシ・エボシドリなどの手乗り・餌付けが楽しめる。

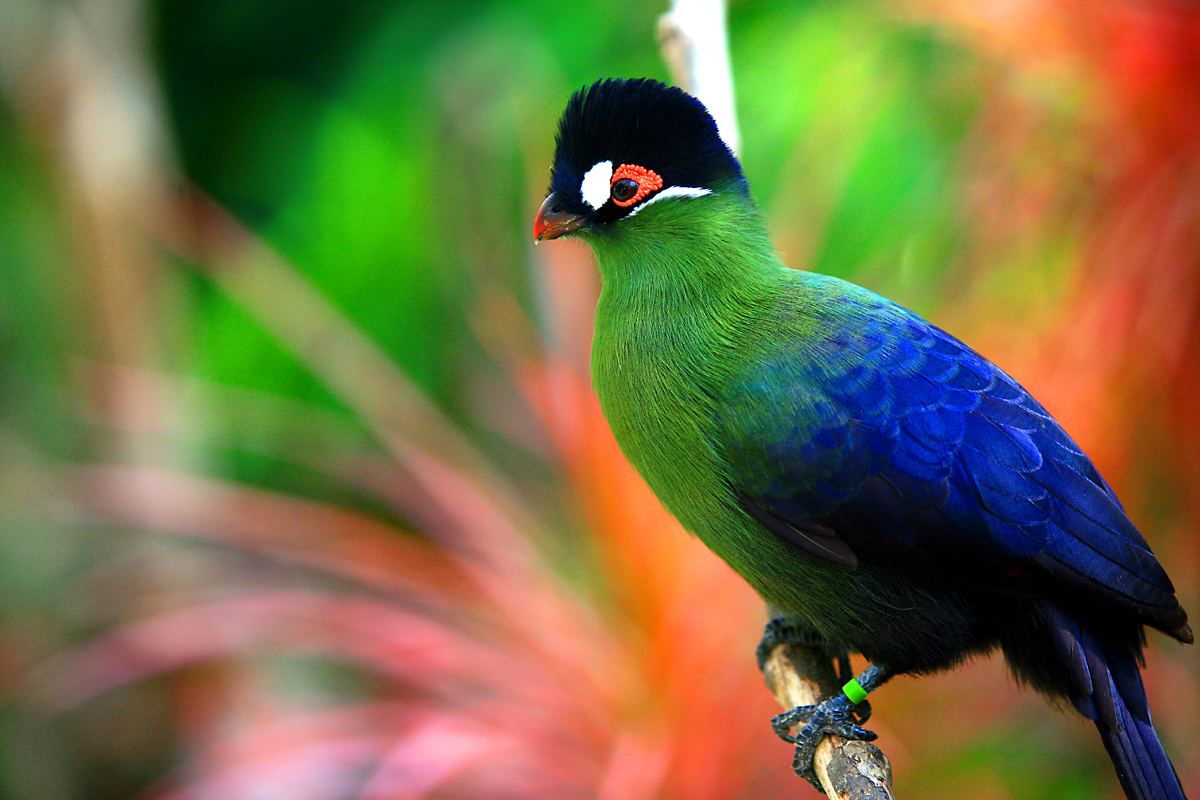
オウカンエボシドリ
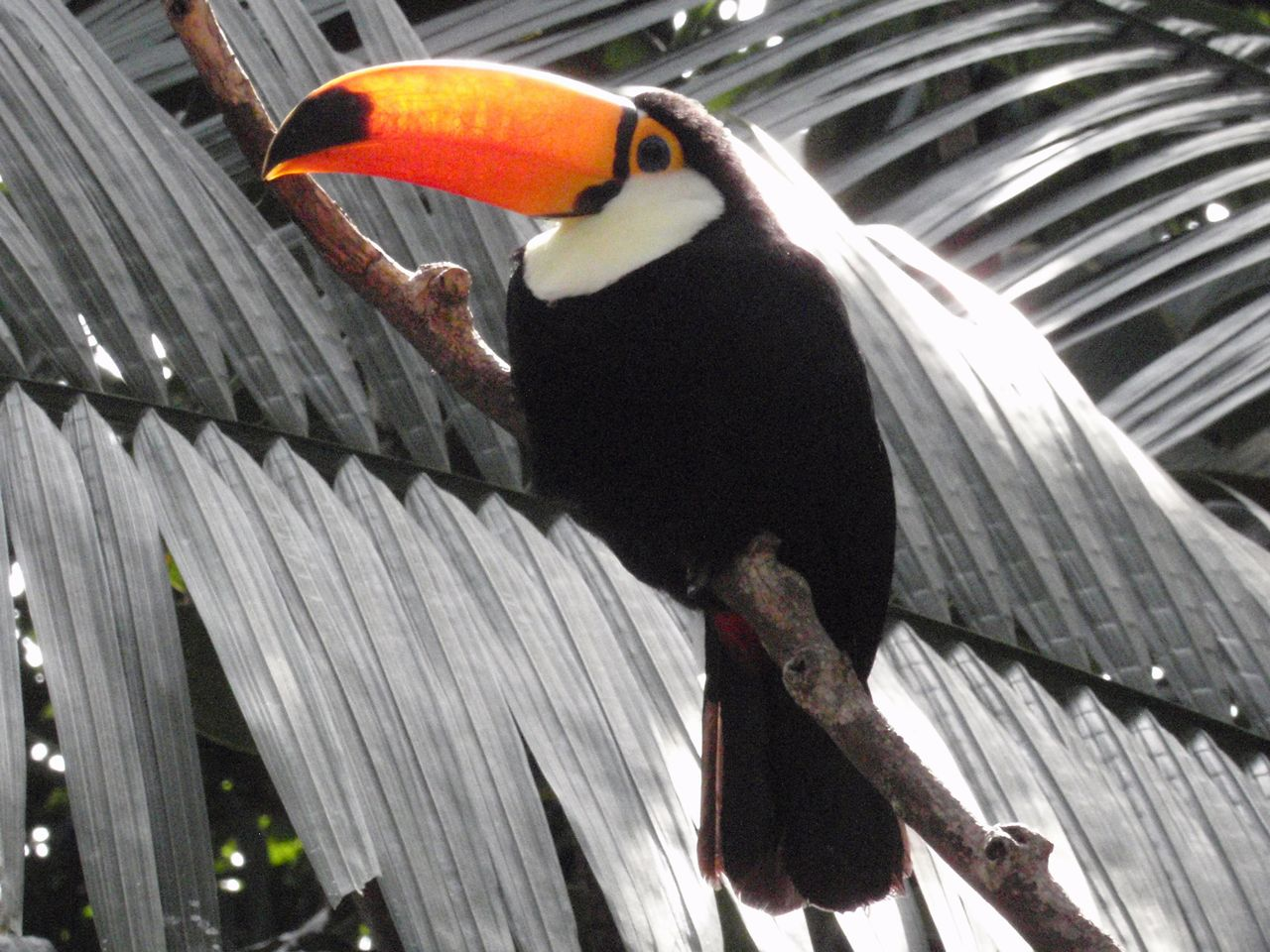
オニオオハシ

### 水鳥池
ハクチョウ属・ペリカン属・アヒルなどの鳥類が泳ぐ池。1日2回ペリカンの餌付け体験が出来る。エミュー牧場・ペンギンプールを併設している。
併設のそば屋「不昧庵」では、敷地内の水車小屋で挽いた蕎麦粉を使用した手打ちの出雲そばが提供されている。

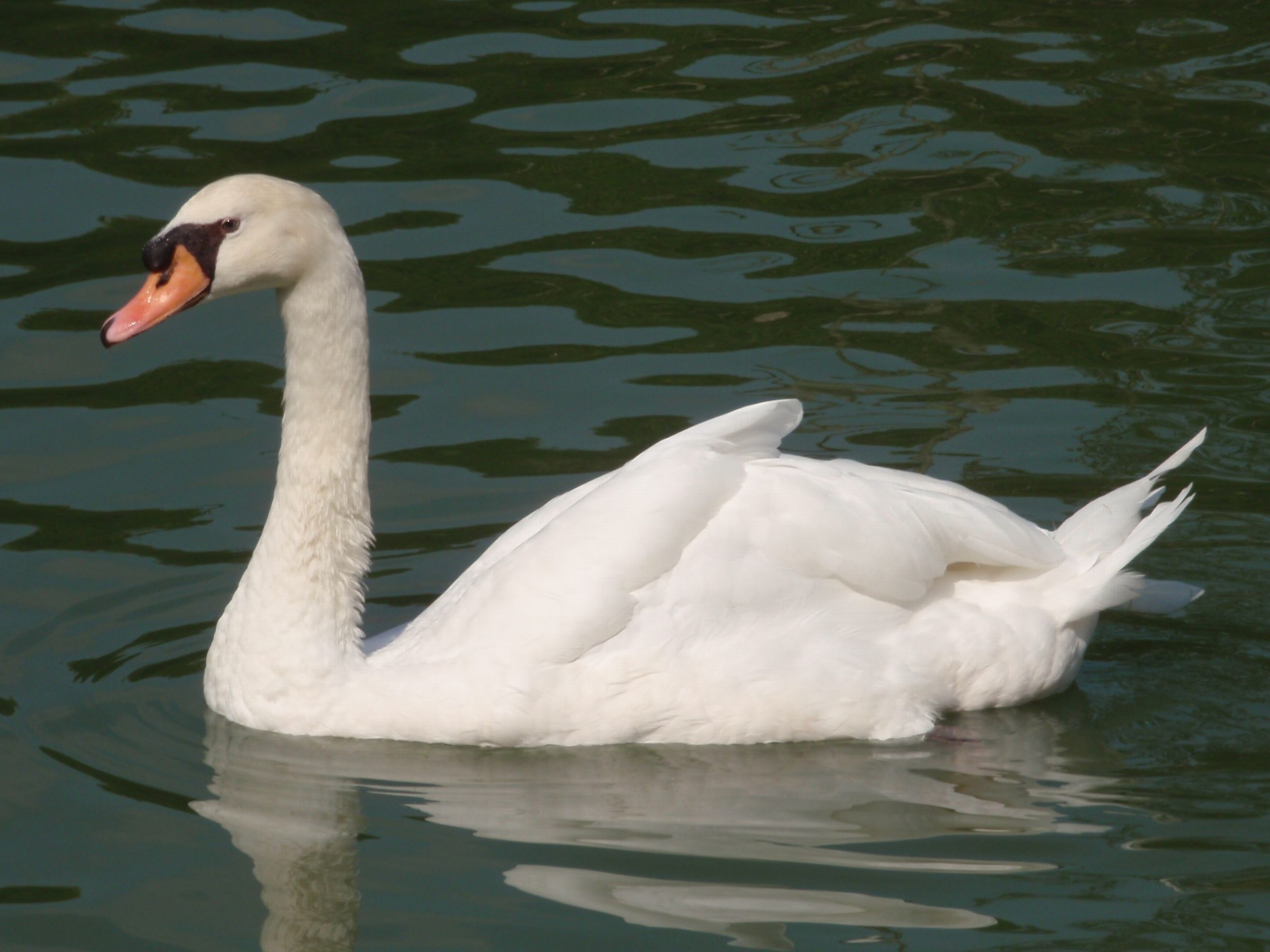
コブハクチョウ
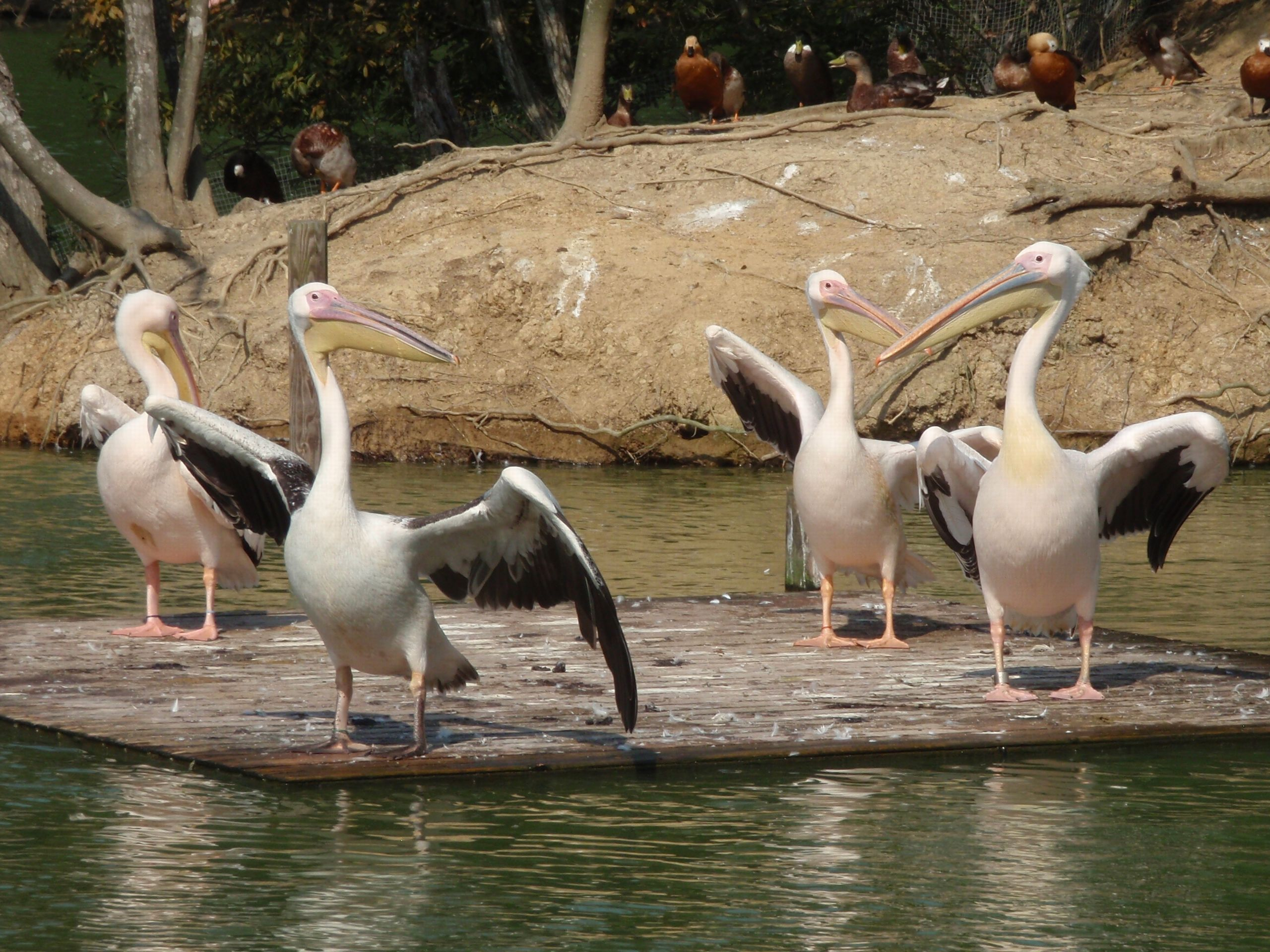
モモイロペリカン
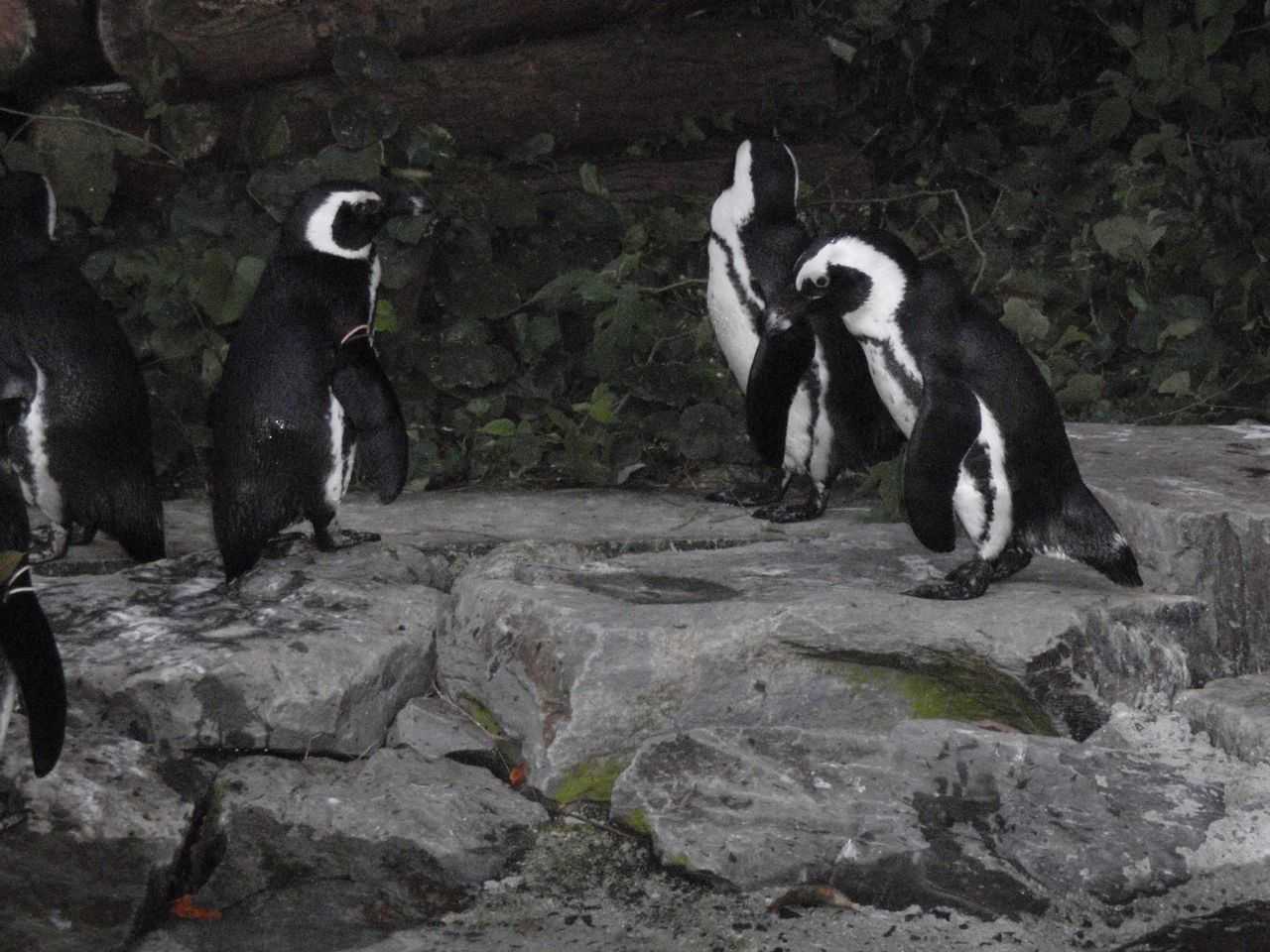
ケープペンギン

### 生産温室
園内で展示する花を栽培する温室で、一般客の見学は不可能。
2860平方メートル、奥行き130メートルの温室で、170台の空調装置により、気温は昼間は摂氏20度前後、夜間は摂氏15度、湿度は60パーセントに保たれており、人工光源で14時間の日照時間を維持する設備となっている。また、栽培の土はオランダから輸入したピートモスを使用し、灌水・追肥では植物の鉢が並んだ栽培ベンチの中に肥料を含んだ水（液肥）を溜めることで、底部からの給水を行い、一定量に達すると排水する方式（潮の満ち引きになぞらえて「エブ&フローシステム」と呼ばれている）を導入している。

## イベント
本施設で飼育されているケープペンギンが施設外でのイベントに起用されることがある。
2010年（平成22年）3月22日・28日・4月4日には、ケープペンギン「はるか」が隣接する一畑電車松江フォーゲルパーク駅の一日駅長として「就任」した
。同年10月9日には、「はるか」が松江フォーゲルパーク駅行き臨時列車の車掌として「乗務」し、松江フォーゲルパーク駅ではケープペンギン「ムサシ」が駅長として臨時列車の乗客を出迎えた。

## アクセス
- 一畑電車北松江線 松江フォーゲルパーク駅下車、徒歩ですぐ。
- 国道431号で松江市内から車で15分程度。